# Erythrodiplax melanorubra
Erythrodiplax melanorubra – gatunek ważki z rodziny ważkowatych (Libellulidae). Występuje na terenie Ameryki Południowej.